# Idiops cambridgei
Idiops cambridgei (лат.) — вид мигаломорфных пауков рода Idiops из семейства Idiopidae.

## Распространение
Южная Америка (Колумбия).

## Описание
Пауки среднего размера, длина около 1 см. Карапакс и ноги коричневые, стернум, тазики и брюшко коричневатые. Самка Idiops cambridgei отличается от таковой других неотропических видов тем, что сперматеки имеют протоки с сильной кривизной наружу на переходе между протоком и рецептаклом, а также маленькими рецептакулами, диаметр которых немного больше ширины протока. Тазики ног без шипов. Хелицеры с продольным рядом крупных зубцов и ретролатеральным рядом меньших зубцов, ретролатеральные зубцы занимают базальную треть хелицер. Ноги с тремя коготками на лапках. Брюшко овальной формы. Передние боковые глаза (ALE) расположены рядом с кромкой клипеального края.